# 보은 보은사 지장시왕도
보은 보은사 지장시왕도(報恩 報恩寺 地藏十王圖)는 충청북도 보은군 보은읍, 보은사에 있는 조선시대의 불화이다. 2009년 12월 4일 충청북도의 유형문화재 제313호로 지정되었다.

## 개요
보은사는 삼년산성 내에 위치한 사찰로 보은군지에 의하면 1902년 朴鏡荷 스님이 창건하였다.
錦湖堂 若效가 金魚를 맡고 萬聰․法任이 제작한 보은사〈지장보살도〉는 본존인 지장보살을 중심으로 좌우에 3열의 권속으로 구성되어 있다. 본존은 꽃잎형태의 두․신광을 두르고, 왼손에 투명보주를 쥐고 있으며, 유희좌의 모습이다. 협시로는 화불이 표현된 석장을 든 도명존자와 관모에 경책을 매어 묶은 무독귀왕을 비롯, 十王이 제1·2열에 걸쳐 시위하고 있으며, 제3열에는 童子․童女, 判官, 直府使者, 牛頭羅刹·馬頭羅刹 등이 묘사되어 있다.
이 작품은 경상도에서 활동하였으며, 일시 속리산에서 활동한 退雲堂 愼豈(謙)과 斗贊․定敏․性旻 등이 그린 예천 龍門寺〈地藏菩薩圖〉(1813)를 본 따 그려 주목된다. 지장보살의 錫杖이 道明尊者의 손으로 옮겨간 점만 제하면 두 작품의 본존 형태가 일치한다. 다만 용문사작에 비해 권속의 수를 줄였고, 약간의 형태적인 변화를 가미하였다. 특히 권속들의 일률적인 수평 배치는 신겸의 불화구도에서 줄곧 나타나는 특징이다. 화면의 향우측 하단의 찢기고, 화면 상단도 일부 훼손되었다.
이 불화는 華谷堂 琳性(靈駕)이 단독으로 시주한 것이다. 아마도 生前 화곡당의 遺志를 받들어 坦應堂 頓亨이 化主를 맡아 추진한 것으로 여겨진다. 이〈지장보살도〉외에 이들에 의해 이듬해인 1897년에는 법주사 팔상전〈팔상도〉, 대웅보전〈104위 신중도〉, 원통전〈관음보살도〉․〈신중도〉등이 일괄 제작되었다. 뿐만 아니라 畵記에서는 福泉庵․中獅子庵․上歡庵․汝寂庵 등 여러 암자와 그곳의 거주 승들을 밝히고 있으며, 이 같은 내용은〈팔상도〉의 踰城出家像 畵記(福泉庵․中獅子庵․上歡庵․兜率庵․上庫庵․水晶庵)에서도 볼 수 있다.
이 불화는 1896∼1897년에 걸친 법주사에서 대규모로 일괄 이루어진 불화불사의 한 작품이다. 작화를 의뢰받은 약효가 선배화사인 신겸의 화본(畵本)과 화풍(畵風)을 추구한 점은 주목할 만하다. 제작시기가 명확하고 법주사 본사와 복천암, 상환암, 여적암 등 산내 말사 시주자 명단이 기록되어 있는 등 지역 불화제작의 기법과 양상을 알 수 있는 귀중한 자료이다.

## 참고 자료
- 보은 보은사 지장시왕도 - 국가유산청 국가유산포털